# UZI Suicide
UZI Suicide fue una discográfica que se mantuvo independiente, propiedad de Guns N' Roses, que solo logró lanzar un EP llamado Live ?!*@ Like a Suicide.
Posterior a eso, Guns N' Roses firmó un contrato con la discográfica mayor Geffen; aunque pese a esto, UZI Suicide queda parcialmente encargada de todos sus lanzamientos hasta mediados de los 90.
UZI Suicide también lanzó discos de la banda Hanoi Rocks, un grupo de glam rock de Finlandia.
Hasta el día de hoy, el control de la compañía fue transferido a sus miembros, principalmente a la nueva compañía discográfica de Axl Rose, Black Frog.
- Datos: Q655371